# Cassidispa relicta
Cassidispa relicta is een keversoort uit de familie bladkevers (Chrysomelidae). De wetenschappelijke naam van de soort werd in 1957 gepubliceerd door L. Medvedev.